# Kurakino (rejon wielkoustiuski)
Kurakino (ros. Куракино) – wieś w Rosji, w rejonie wielikoustidzkim obwodu wołogodzkiego. W 2021 r. była niezamieszkana.